# Assarion

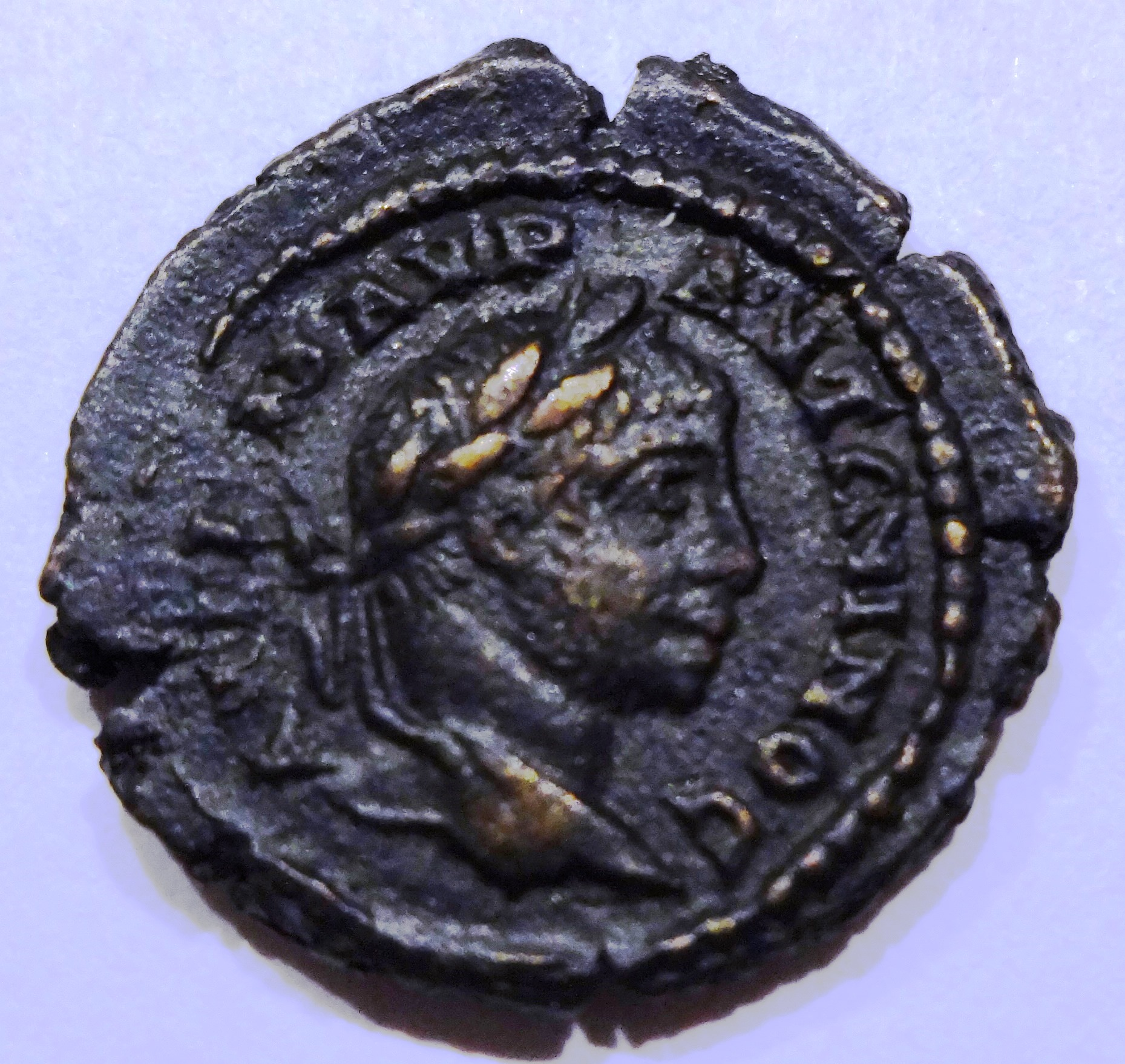
Assarion des Elagabal, Vorderseite

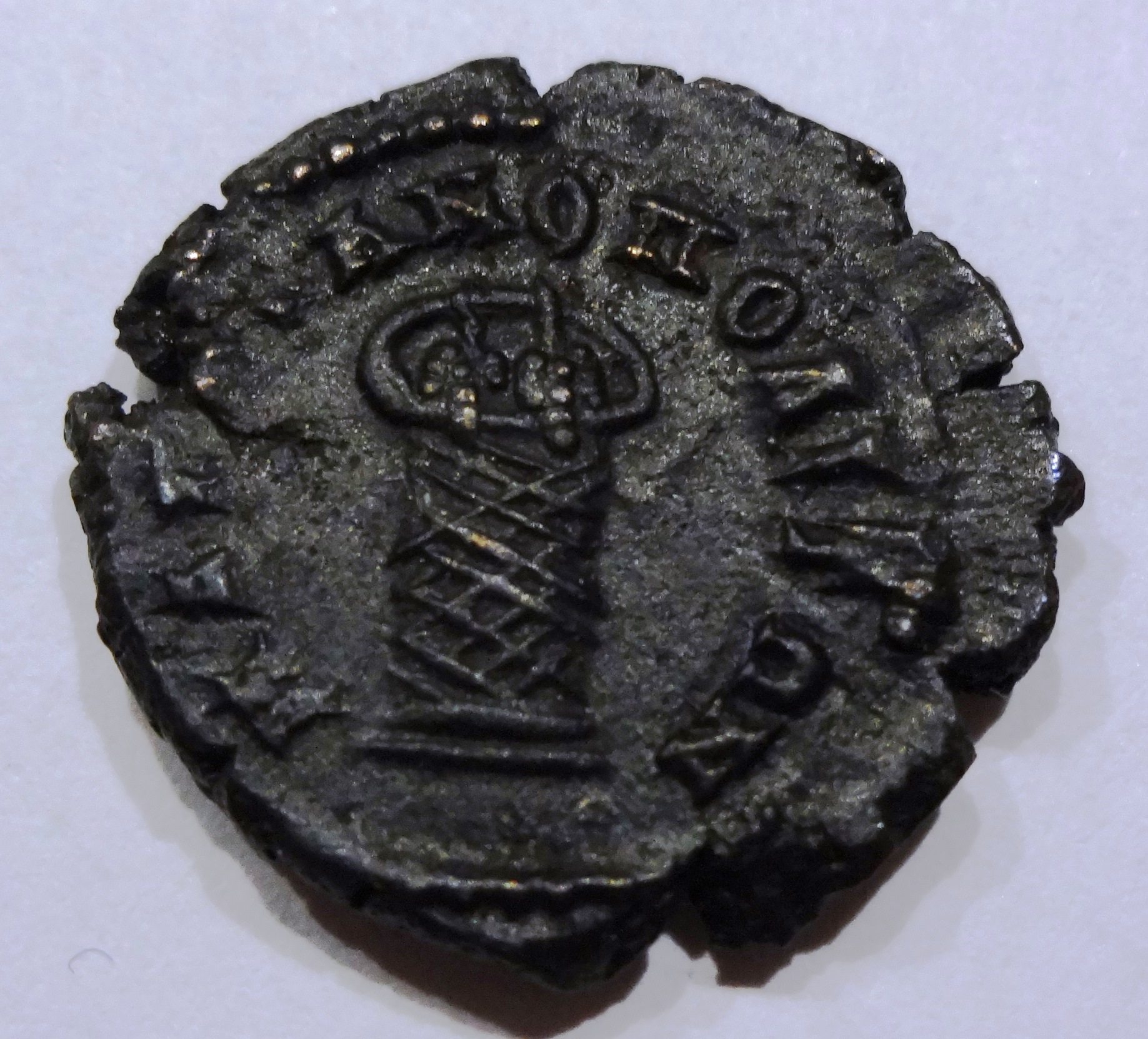
Assarion des Elagabal, Rückseite: Korb mit Weintrauben

Das Assarion (altgriechisch ἀσσάριον) war die Nominalbezeichnung einer Kleinmünze aus Bronze in der Antike, die in den griechisch geprägten Provinzen des Römischen Reichs für den lokalen und regionalen Zahlungsverkehr geprägt wurde. Es entsprach vielleicht zeitweise dem römischen As, war aber zumindest nicht immer im Wert gleichsetzbar. Wie der As, nach dessen lateinischer Nebenform des Namens – assarius – das Assarion benannt ist, wurde es auch als Vielfaches geprägt, zum Beispiel als Diassarion (Doppelassarion). Die Ausprägung aller Provinzialnominale endete mit der Münzreform des Kaisers Diokletian, mit der das gesamte römische Münzwesen vereinheitlicht wurde.

## Gestaltung
Die Gestaltung des Assarion unterschied sich wesentlich vom As der lateinisch geprägten Reichsteile. In seiner Schlussphase hatte das Assarion einen erheblich geringeren Durchmesser als der As, aber einen im Vergleich deutlich dickeren Schrötling. Diese Schrötlinge ähneln jenen der sogenannten Tetradrachmen, die in der Schlussphase ihrer Herstellung in der römischen Provinz Ägypten geprägt wurden und im Verhältnis zu den ursprünglichen Tetradrachmen aus Silber in griechischer Zeit in Durchmesser und Wert stark reduziert wurden. Beide Nominale des Assarion zeigten auf der Vorderseite das Porträt des Kaisers. Die Rückseite des Assarion zeigte meistens Motive mit lokalen Traditionen. Das Assarion trägt statt lateinischer griechische Umschriften.